# Can Duran (Alella)
Can Duran és una obra del municipi d'Alella protegida com a bé cultural d'interès local.

## Descripció
Edifici civil. De planta rectangular i cobert per una teulada de dues vessants, que es tradueix, a la façana, en un frontó de forma triangular de tipus neoclàssic. El conjunt està format per una planta baixa, un pis i unes golfes. El primer pis, que encara conserva l'estructura interna de cinema, destaca el balcó que ocupa tota l'amplada de la façana i les dues obertures d'arc de mig punt, proporcionalment molt allargades. La mateixa forma és utilitzada a la finestra que es troba sobre el frontó. La portada principal, originalment en forma d'arc, ha estat reformada. Interiorment però, es conserva una gran nau amb una arcada i amb els angles del frontó hi ha tres elements decoratius en forma de prismes.

## Història
L'edifici fou construït a la dècada de 1780, i originalment ja fou construït amb la finalitat de ser utilitzat com a Cafè la planta baixa i sala de ball, teatre i posteriorment cinema el primer pis, que malgrat avui dia és utilitzat com a magatzem del restaurant, conserva l'estructura els sostres originals i els seients.